# Shahrestān-e Sarāb
Shahrestān-e Sarāb (persiska: شهرستان سراب, سراب) är en delprovins (shahrestan) i Iran.   Den ligger i provinsen Östazarbaijan, i den nordvästra delen av landet, 400 km nordväst om huvudstaden Teheran.
Delprovinsen hade 125 341 invånare 2016.